# Randfontein
Randfontein è un centro abitato del Sudafrica, situato nella provincia del Gauteng.